# Blastodiplosis thalictrina
Blastodiplosis thalictrina är en tvåvingeart som beskrevs av Tavares 1916. Blastodiplosis thalictrina ingår i släktet Blastodiplosis och familjen gallmyggor.
Artens utbredningsområde är Spanien. Inga underarter finns listade i Catalogue of Life.